# خليج جاكرتا
خليج جاكرتا (بالإندونيسية: Teluk Jakarta) هو خليج يقع شمال مدينة جاكرتا الشمالية. تقع مقاطعة بولاو سيريبو في خليج جاكرتا. في حين أن هناك 13 نهرًا تتدفق إلى الخليج. تتألف غالبية المجتمعات الساحلية للخليج من أشخاص يعيشون تحت خط الفقر، يعيشون في ظل ظروف صحية سيئة. أدت المدخلات الغذائية من الجريان السطحي الزراعي، والتلوث الصناعي، ومياه الصرف الصحي إلى التخثث، مما أدى بدوره إلى تغييرات في التنوع البيولوجي للمنطقة. وقد لوحظت انتشار الطحالب في منطقة الخليج.